# Арашанские озёра
Арашанские озёра — группа горных озёр в Папском районе Наманганской области Узбекистана на границе с Кыргызстаном. Находится в верховьях реки Арашансай (Кукджал).

## Описание
Группу составляют четыре озера тектонического происхождения и два — ледникового.
Озеро Арашан (Арашан Большое, Большой Арашан) лежит на высоте 2768 м над уровнем моря (по другим данным — 2790, 2777 м), имеет площадь водного зеркала 0,15 км² (по другим данным — 0,12, 0,104 км²) и собирает воды с территории площадью 9,46 км² (по другим данным — 15,92 или 17,6 км²). Размеры озера, по разным данным, 0,7 на 0,21 или 0,73 на 0,21 км. Средняя глубина равна 4,7 или 4,27 м, максимальная достигает 14,7 или 11,5 м. Длина береговой линии — 1,86 или 1,9 км. Объём — 0,56 млн м³. Через озеро протекает река Арашансай.
В 1 км западнее Арашана, на безымянном правом притоке Арашансая, находится ещё одно озеро (Арашан Круглое, Круглый Арашан), имеющее площадь зеркала, по разным данным, 0,04, 0,18 или 0,19 км² и площадь водосбора 1,28, 1,55 или 5,5 км². Оно лежит на высоте 2868,9, 2891 или 2898 м над уровнем моря. Размеры озера — 0,62 на 0,52 км. Средняя глубина равна 7,9 или 7,14 м, максимальная достигает 24,1 или 22 м. Длина береговой линии — 2,2 или 2,45 км. Объём — 1,43 млн м³.
В 200 м к востоку от Арашана расположено небольшое озеро (Арашан-Ходжа), соединённое с Арашаном протокой. Площадь его поверхности оценивается в 0,02 или 0,012 км². Площадь водосбора — 0,4, 0,478 или 0,8 км². Оно лежит на высоте 2790 или 2800 м над уровнем моря. Размеры озера — 0,196 на 0,138 или 0,185 на 0,14 км. Средняя глубина равна 2,5 или 3 м, максимальная достигает 12,1 или 7,72 м. Длина береговой линии — 0,51 или 0,54 км. Объём — 0,05 млн м³.
Также в группе имеется ещё несколько небольших водоёмов, а чуть ниже по течению реки бьёт тёплый родник Арашан.
Озеро Малый Арашан имеет площадь зеркала, по разным данным, 0,006 или 0,007 км². Оно лежит на высоте 2875 или 2878 м над уровнем моря. Размеры озера — 0,116 или 0,108 на 0,074 км. Средняя глубина равна 4,9 или 5 м, максимальная достигает 12,5 или 11,97 м. Длина береговой линии — 0,29 или 0,3 км. Объём — 0,03 млн м³.
Общая площадь ледниковых озёр — 0,011 км².
Выше источников расположено суфийское святилище, где находится величественный камень, служащий надгробным знаком, и могила, украшенная рогами горного козла. Согласно легендам, это место является усыпальницей святого Арашан буви.